# يوهانس براون
يوهانس براون (بالألمانية: Johannes Braun)‏ هو كاهن كاثوليكي ألماني، ولد في 28 أكتوبر 1919 في دورتموند في ألمانيا، وتوفي في 17 يوليو 2004 في بادربورن في ألمانيا.